# Padula
Padula é uma comuna italiana da região da Campania, província de Salerno, com cerca de 5.398 habitantes. Estende-se por uma área de 66 km², tendo uma densidade populacional de 82 hab/km². Faz fronteira com Buonabitacolo, Marsico Nuovo (PZ), Montesano sulla Marcellana, Paterno (PZ), Sala Consilina, Sassano, Tramutola (PZ).

## Demografia
| Variação demográfica do município entre 1861 e 2011                               |
|                                                                                   |
| Fonte: Istituto Nazionale di Statistica (ISTAT) - Elaboração gráfica da Wikipedia |